# Гендаргной-лам
Гендаргной-лам – горная вершина, расположенная в Ножай-Юртовском районе Чеченской Республики (РФ). Площадь горы более 700 гектаров.
Высота горы над уровнем моря составляет 2750 метров.

## История
В XII веке представители тайпа Гендарганой, покинув историческую область Нашха, переселились в Нохчмохк (совр. Ножай-Юртовский и Веденский районы). Позднее гендарганойцы и соседствующие с ними общества Энгеной, Билтой и Зандакой, договорившись между собой, разделили земли под скалистым хребтом Ишхе-дук.
В XX веке гендарганойцы, которые непосредственно жили на горе Гендаргной-лам, по требованию советских властей были вынуждены покинуть гору. После выселения чеченцев на горе Гендаргной-лам был возведён колхоз, куда были заселены рабочие из Дагестана. Однако после распада СССР гендарганойцы сожгли колхоз, а рабочие были переселены обратно в Дагестан.
В наши дни гора Гендаргной-лам и близлежащие тайповые горы Биллтой-лам, Энгной-лам и Зандакъой-лам включены в состав Бенойского сельского поселения

## Галерея
- Снимок на горе Гендаргной-лам